# Simpsonovi
Simpsonovi (v anglickém originále The Simpsons) jsou americký animovaný seriál vytvořený Mattem Groeningem v produkci Jamese L. Brookse, Ala Jeana a Sama Simona pro televizní síť Fox. Seriál satiricky pojednává o životě americké střední třídy představované rodinkou Simpsonových, zahrnující Homera, Marge, Barta, Lízu, Maggie, dědu Simpsona, psa Spasitele a kočku Sněhulku. Odehrává se ve Springfieldu, fiktivním městě kdesi ve Spojených státech. Paroduje americkou kulturu, společnost, televizi a mnoho aspektů lidského života obecně. Groening pojmenoval animovanou rodinku po členech své vlastní rodiny, přičemž Bart (anagram angl. brat – spratek) měl představovat samotného Matta. Simpsonovi jsou nejdéle vysílaným animovaným seriálem v historii americké televize, seriál má aktuálně 775 odvysílaných dílů ve 36 řadách.

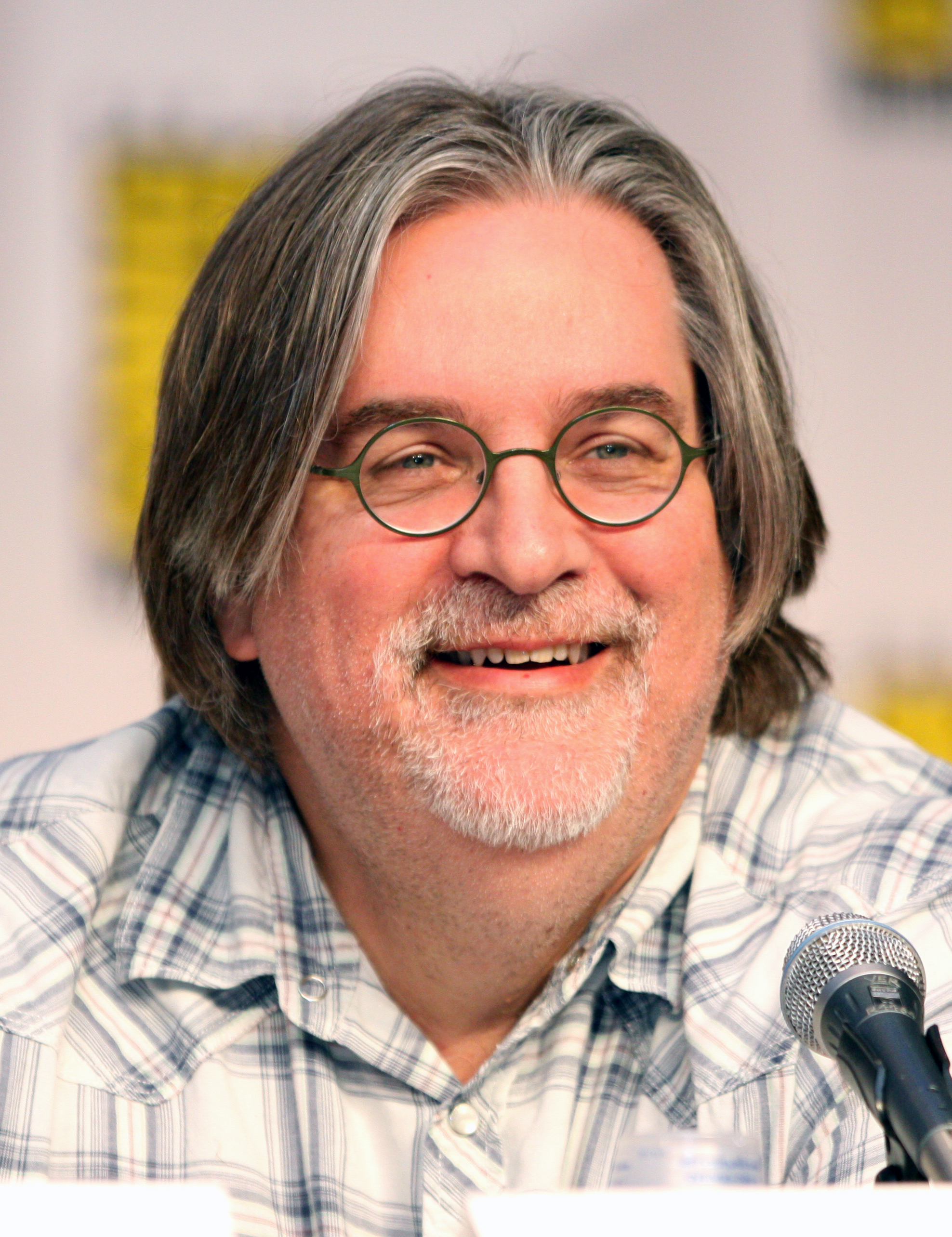
Matt Groening, tvůrce seriálu

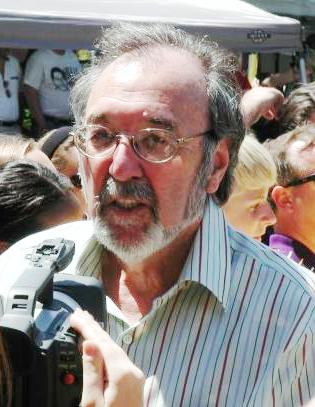
James L. Brooks, vedoucí produkce

Poprvé se Simpsonovi na televizních obrazovkách objevili 19. dubna 1987, ale jen jako dvouminutový skeč v The Tracey Ullman Show. Kresby skečů byly neumělé a během tří řad jich vzniklo 48. Poté si Simpsonovi vysloužili plnohodnotný samostatný seriál o délce 20–22 minut, jehož první díl se vysílal 17. prosince 1989. Simpsonovi se stali prvním seriálem televize Fox, který obsadil místo v první třicítce nejsledovanějších amerických pořadů a to už svou první řadou. Ve Spojených státech se seriál vysílá v hlavním vysílacím čase.

## Námět
Základní koncept Simpsonových vymyslel jejich tvůrce Matt Groening během patnácti minut, kdy seděl v čekárně u producenta Jamese L. Brookse, kterému měl dát námět na animovaný seriál. Groening původně uvažoval, aby byl seriál podle jeho komiksových stripů Life in Hell, pak ho napadl námět na Simpsonovi, jako na nefunkční rodinu.

## Rodina Simpsonových
Při volbě jmen hlavních postav seriálu se nechal Matt Groening výrazně inspirovat svou vlastní rodinou:
- Homer Simpson – Homer Groening (otec Matta Groeninga a jeden z jeho synů)
- Marge Simpsonová – Margaret Groeningová (jeho matka), i když simpsonovská Marge se jmenuje Marjorie

- Líza Simpsonová – Lisa Groeningová (jeho sestra)
- Maggie Simpsonová – Maggie Groeningová (další z jeho sester)
- Bart Simpson – syn (anagram slova brat – spratek) – Bart patrně ztvárňuje Groeninga samotného.

Rodokmen Simpsonových

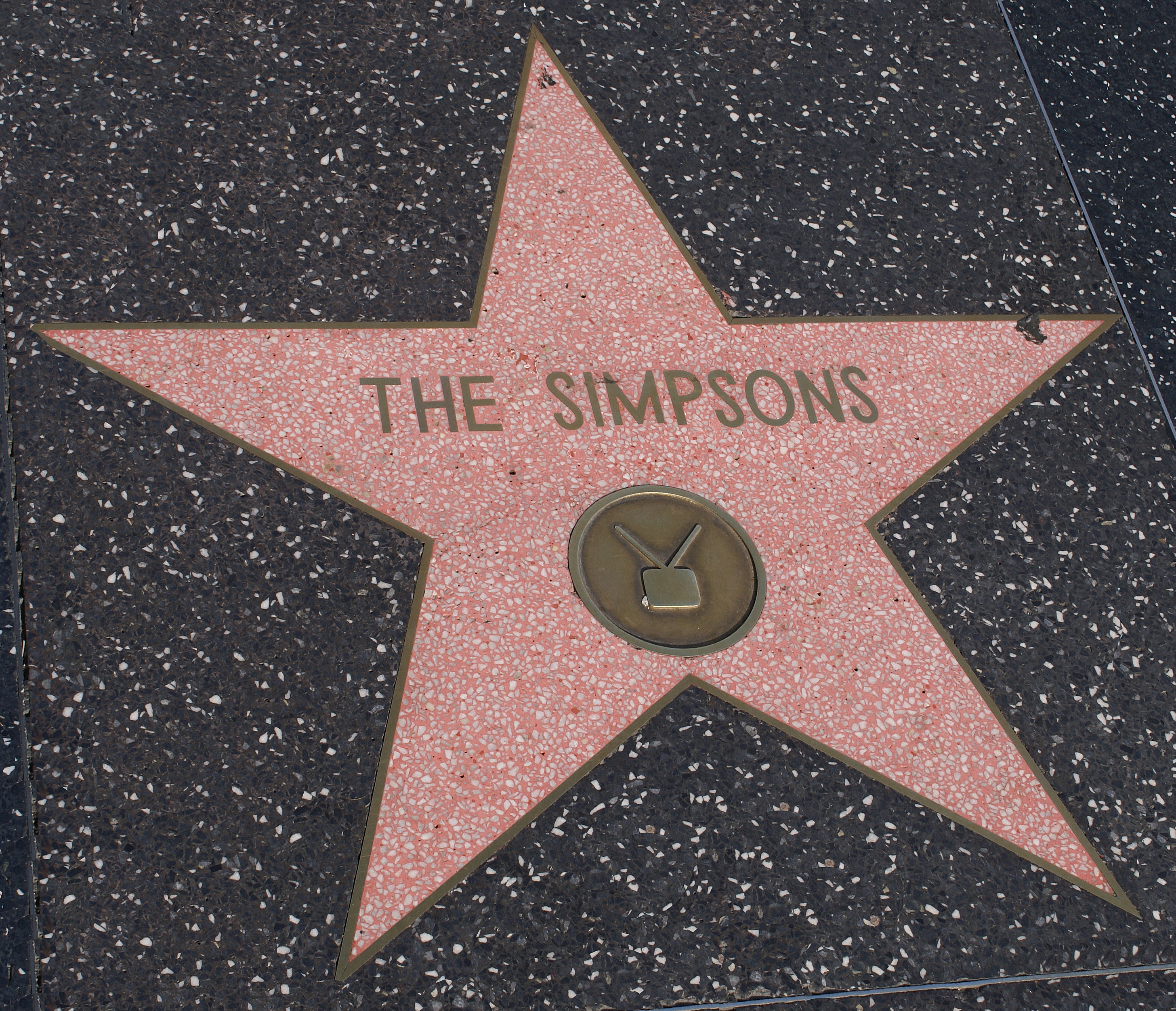
Hvězda Simpsonových na Hollywoodském chodníku slávy

Základní rodinu Simpsonových tvoří rodiče Homer Simpson a Marge Simpsonová, děti Bart, Líza a Maggie, pes Spasitel a kočka Sněhulka II., která však nešťastně zemřela v díle Já, robot (15. řada). Líza si našla novou kočku Sněhulku III., která se jí nešťastně utopila v akváriu, i čtvrtá Lízina kočka Coltrane zemřela, tentokrát vyskočila z otevřeného okna, až pátá kočka, kterou Líza pojmenovala opět Sněhulka II. – ta jí zůstala. Další příbuzenstvo jsou sestry Marge Patty a Selma Bouvierovy, Homerův otec Abe Simpson, Homerova matka Mona Simpsonová, která je na útěku před zákonem a později v 19. řadě zemře, jeho nevlastní bratr Herbert Powell a nevlastní sestra Abie, poprvé spatřena v dílu Obtěžoval jsem anglickou královnu (angl. The Regina Monologues), až po postavy, které se nikdy neobjevily, pouze se o nich mluvilo. Mezi takové patří Homerův bratranec Frank, z kterého se později stala Františka, pak se dal k nějaké okultní sektě, kde mu říkají „Matka Shabooboo“.
Místa, ve kterých se seriál odehrává jsou různorodá, nejčastěji se děj odehrává ve fiktivním městě Springfield, bydlišti většiny hlavních postav. A jak říká sám Matt Groening: I když pocházím ze Springfieldu v Illinois, název Springfield jsem zvolil proto, že je to jedno z nejčastějších jmen měst a osad v USA.

## Film
V roce 2006 se objevily zprávy, že Matt Groening souhlasí s celovečerní verzí seriálu. Film Simpsonovi ve filmu uvedený 27. července 2007, má charakter dílu „protaženého“ do délky filmu.
Příběh filmu se točí kolem Homera, který zaviní největší katastrofu okolí Springfieldu. Celý film je tvořen pomocí 2D technologie, na rozdíl od mnoha 3D animovaných filmů (ale i ve filmu je několik 3D scén, evidentně renderovaných pomocí počítače). Většina kopií filmu má v ČR český dabing, stejný jako dabing seriálu.
Za pozornost stojí i fakt, že česky dabovaná verze filmu unikla na peer-to-peer sítě dříve než verze anglická.

## Vysílání v Česku
V Česku měli Simpsonovi premiéru 8. ledna 1993 na ČT1. Ta premiérově uváděla Simpsonovy následujících 17 let. V posledních letech, kdy seriál vysílala, však často měnila vysílací časy i kanál – Simpsonovi se stěhovali z brzkých odpoledních do večerních hodin a opačně, a také z ČT1 na ČT2. Česká televize skončila s premiérovým vysíláním Simpsonových v první polovině roku 2010, kdy dokončila premiéru 20. řady a reprízovala 19. a 20. řadu, na které v té době ještě vlastnila vysílací práva.
Koncem roku 2009 na seriál zakoupila vysílací práva FTV Prima a od 1. ledna 2010 začala nepřetržitě reprízovat všechny řady na kanálu Prima Cool. FTV Prima také již v prvních měsících roku 2010 začala s vlastní výrobou dabingu pro tehdy nejnovější 21. řadu, na kterou měla zakoupená vysílací práva. Každým dalším rokem se pak na kanálu Prima Cool vždy na jaře započne s vysíláním další nové, v době ještě v USA ne kompletně odvysílané řadě. Tím se Česko řadí mezi vůbec první země na světě, kde jsou Simpsonovi odvysíláni ve své vlastní jazykové mutaci. Od 20. října 2015 vysílá FTV Prima prvních 20 řad (až do dílu Hysterka Líza – poslední díl ve standardním formátu) v širokoúhlé HD kvalitě.

## Dabing

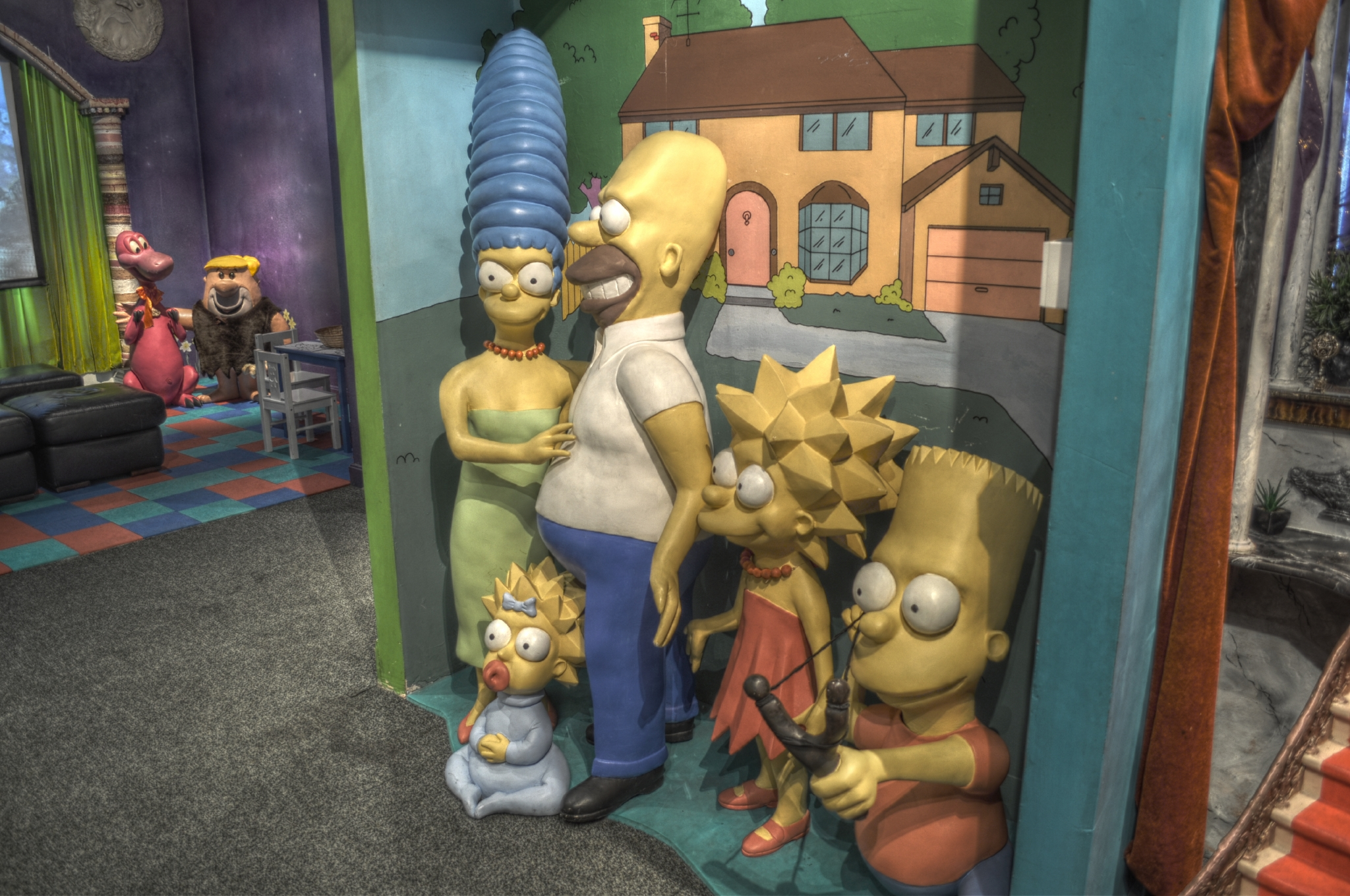
Postavičky seriálu jako voskové figury před svým domem. Zleva doprava: Marge, Maggie, Homer, Líza, Bart

### Anglický
| Hlavní členové obsazení v původním znění                                                    | Hlavní členové obsazení v původním znění | Hlavní členové obsazení v původním znění    | Hlavní členové obsazení v původním znění | Hlavní členové obsazení v původním znění                                              | Hlavní členové obsazení v původním znění                                                                                                   |
| ------------------------------------------------------------------------------------------- | ---------------------------------------- | ------------------------------------------- | ---------------------------------------- | ------------------------------------------------------------------------------------- | --- |
|                                                                                             |                                          |                                             |                                          |                                                                                       | |
| Dan Castellaneta                                                                            | Julie Kavnerová                          | Nancy Cartwrightová                         | Yeardley Smithová                        | Hank Azaria                                                                           | Harry Shearer |
| Homer, děda Simpson, Barney, Krusty, Školník Willie, Starosta Quimby, Hans Krtkovic a další | Marge, Patty a Selma                     | Bart, Nelson, Ralph, Todd Flanders, a další | Líza                                     | Vočko, šerif Wiggum, Apu, Komiksák, Carl, Cletus, profesor Frink, doktor Nick a další | pan Burns, Smithers, Ned Flanders, reverend Lovejoy, Kent Brockman, doktor Dlaha, Lenny, ředitel Skinner, Otto, Rainier Wolfcastle a další |

### Český
| Dabéři | Postavy                             |
| --- | ----------------------------------- |
| Vlastimil Bedrna (1.–12. řada) Vlastimil Zavřel (od 13. řady)                                                    | Homer Simpson                       |
| Jiří Lábus | Marge Simpsonová                    |
| Martin Dejdar | Bart Simpson                        |
| Helena Štáchová (1.–27. řada) Ivana Korolová (od 28. řady)                                                       | Líza Simpsonová, Maggie Simpsonová  |
| Dalimil Klapka (1.–33. řada) Bohuslav Kalva (32. řada) Jiří Knot (od 33. řady)                                   | Abraham Simpson                     |
| Dalimil Klapka (1.–31. řada) Petr Stach (od 32. řady)                                                            | Seymour Skinner                     |
| Jindřich Hinke (1.–7. řada) Josef Carda (od 8. řady)                                                             | Lenny Leonard                       |
| Jaroslav Horák (od 8. řady)                                                                                      | Carl Carlson                        |
| Bedřich Šetena (1.–26. řada) Jan Vlasák (od 26. řady)                                                            | Montgomery Burns                    |
| Jiří Havel (1.řada) Bohdan Tůma (od 2. řady) Zdeněk Štěpán (některé díly 6. řady)                                | Clancy Wiggum                       |
| Jaroslav Pešice (1.–5. řada) Roman Mihina (6.–11. řada) Zdeněk Dolanský (12.–23. řada) Bohdan Tůma (od 24. řady) | Reverend Lovejoy                    |
| Zdeněk Hess (4.–30. řada) Jaromír Meduna (od 31. řady)                                                           | školník Willie, Tlustý Tony         |
| Vladimír Fišer (1.–26. řada) Jaromír Meduna (od 27. řady)                                                        | Kent Brockman                       |
| Jiří Havel (1.–33. řada) Ondřej Brzobohatý (34. řada)                                                            | Ned Flanders                        |
| Libor Terš (1.–7. řada) Pavel Tesař (od 7. řady)                                                                 | Milhouse Van Houten, profesor Frink |
| Jan Kotva (1. řada) Libor Terš (2. a 3. řada) Jan Vondráček (od 3. řady)                                         | Vočko Szyslak                       |
| Miroslav Saic (1.–24. řada) Bohdan Tůma (od 25. řady)                                                            | Barney Gumble                       |
| Blanka Zdichyncová (1.–25. řada)                                                                                 | Edna Krabappelová (1.–25. řada)     |
| Bohuslav Kalva (od 2. řady)                                                                                      | Julius Dlaha                        |
| Jaromír Meduna (od 1. řady)                                                                                      | Levák Bob                           |
| Zdeněk Štěpán (od 1. řady)                                                                                       | Patty Bouvierová                    |
| Jaroslava Kretschmerová (od 1. řady)                                                                             | Selma Bouvierová                    |
| Jan Kuželka (1.–3. řada) Mojmír Maděrič (od 4. řady)                                                             | Waylon Smithers, Kirk Van Houten    |
| Pavel Vondra (1. řada) Vítězslav Bouchner (2.–29 řada)                                                           | Apu Nahasapeemapetilon (1.–29 řada) |
| Stanislav Lehký                                                                                                  | Kearney Zzyzwicz                    |
| Martin Janouš | Ralph Wiggum                        |
| Milan Slepička (12.–34. řada)                                                                                    | Gary Chalmers                       |
| Ivo Novák | Jimbo Jones                         |
| Jiří Bruder Stanislav Lehký                                                                                      | Šáša Krusty                         |
| Jaroslav Pešice (1. řada) Jan Hanžlík (2.–15. řada) Milan Slepička (5, 16.–34. řada)                             | Starosta Quimby                     |
| Martin Velda | Popisový hlas a vypravěč            |
| Ludmila Molínová                                                                                                 | Agnes Skinnerová                    |
| Radovan Vaculík                                                                                                  | Nelson Muntz                        |
| Antonín Molčík (1.–6. řada)                                                                                      | Marvin Monroe (1.–6. řada)          |

Režisérem českého znění Simpsonových je Zdeněk Štěpán. Za dabingovou režii Simpsonů získal v letech 2000 a 2013 cenu Františka Filipovského. Slovenský dabing Simpsonových neexistuje, neboť televizní stanice na Slovensku užívají českou jazykovou verzi.

## Další informace

### Ocenění
Simpsonovi v průběhu své televizní existence získali řadu ocenění. Například Bart Simpson byl časopisem Time vedle Franka Sinatry či Stevena Spielberga umístěn do žebříčku padesáti nejvlivnějších osobností v zábavním průmyslu (byl jedinou fiktivní postavou). Simpsonovi mají také svou vlastní hvězdu na hollywoodském chodníku slávy a také překonali dosavadní rekord seriálu Flintstoneovi v počtu dílů.

### Snadno přehlédnutelné vtipy
Pokud se zpomaleně krokují jednotlivé snímky animace, je možno nalézt nečekané vtípky od tvůrců Simpsonových. Obvykle jde o nápisy, tváře postav známých osobností, které se mihnou v pozadí, děj v pozadí je v rozporu s logikou příběhu a podobně. Za zmínku stojí i fakt, že čeští dabéři občas nestihnou přeložit některé nápisy v pozadí či na cedulích (např. protože probíhá dialog mezi zásadními postavami nebo není dostatečně zřetelný kontext), které jsou mnohdy velmi vtipné až sarkastické. Z mnohých dílů jsou patrné i osobní názory autorů na svět, politiku Spojených států, globální problémy atd.[zdroj⁠?!]

### D'oh!
D'oh! je oblíbená a jedna z nejčastěji používaných hlášek Homera Simpsona. V českém dabingovém překladu, hlavně z prvních řad seriálu, bývává tato fráze většinou překládána jako „Sakra!“, „Kruci!“, „Kurňa!“, „Ne!“, „Au!“, „Ou!“, apod.

### LEGO
Simpsonovi jako jedna z mála značek pronikli také do světa známé stavebnice LEGO a fanoušci si tak mohou známou rodinku pořídit i s jejich domem. Ve 25. řadě se objevuje díl Život v kostce, ve které se prolíná klasická „groeningovská“ animace s Lego animací.

### Speciální čarodějnické díly
V těchto dílech rozdělených na 3 nezávislé příběhy se objevují parodie na nejrůznější horory (Noční můra v Elm Street, Osvícení, Stmívání apod.), obvykle zemře několik postav a objevují se i nové postavy (např. mimozemšťané Kang a Kodos). Díly obvykle nemají s celkovým dějem nic společného (kvůli poměrně časté smrti hlavních postav). Ke speciálním čarodějnickým dílům většinou autoři přidávají také „hrůzyplné titulky“ doplněné humorným českým dabingem např. „V českém znění hrůzu naháněli“, „bezhlavě účinkovali“. Když se na konci speciálního čarodějnického dílu objeví logo Gracie Film, tak se ozve výkřik či jiný halloweenský zvuk.

### Úvodní znělka

#### Tabule
V úvodní znělce většiny dílů píše Bart na tabuli větu, kterou dostal za trest. Text věty je téměř pokaždé jiný (např.: „Už nikdy nebudu použ. zkr.“) až na malé výjimky, kdy se scéna s tabulí opakuje pouze asi ve 3 dílech (např. Písek není příchuť do sendviče [Sandwich → Sand = písek], Nejsem drzý…).

#### Gaučový gag
Většina dílů obsahuje i drobný vtípek, kdy rodina usedá na gauč před televizi a během této činnosti se jí přihodí drobný problém. Tato scénka bývá pro každý díl jiná, jsou však i případy, kdy se opakuje vtípek z dříve vysílaného dílu (např. gauč je pryč.). Zprvu nepříliš dlouhé a nápadité scény se v pozdějších řadách změnily do podoby delších krátkých dílů, které umožňují tvůrcům seriálu kompenzovat problémy s délkou každého dílu (je-li díl krátký, zvolí se delší gaučový gag).

#### Billboardy
Od poloviny 20. řady se ve znělce objevuje billboard s vtipným textem. Ten byl doplněn v rámci inovace úvodu seriálu.